# Róka-hegyi kőfejtő 8. sz. barlangja
A Róka-hegyi kőfejtő 8. sz. barlangja a Duna–Ipoly Nemzeti Parkban lévő Budai Tájvédelmi Körzetben, Budapest III. kerületében található egyik barlang.

## Leírás
A Pilis hegység egyik legdélkeletibb hegye, a Róka-hegy egyik, már nem művelt (Ibolya utcai) kőfejtőjének tetején, természetvédelmi területen található a barlang. A barlang a konglomerátum kőfejtő letörésétől kb. 5 m-re helyezkedik el. A barlangnak két bejárata van, melyek közül az alsó a felső bejárat alatt kb. 3 m-re fekszik.
Egy nagyon szűk kürtő kapcsolja össze a két bejáratot. Az alsó bejárattól egy szűk hasadék halad a barlang belsejébe, de ez járhatatlanul szűkké válik pár méter után. A barlang felszerelés nélkül is járható, de kötélbiztosítás ajánlott a felső bejárat eléréséhez. Az üreg eocén mészkőben freatikus körülmények között jött létre. Továbbkutatásra alkalmas a barlang, mert valószínűleg további barlangrészek tárulnának fel a szűk hasadékot kitágítva. A falakon néhol kalcit is elhelyezkedik. A barlangban sok a kőzettörmelék.
Előfordul a barlang az irodalmában Konglomerátum kőfejtő-barlangja (Sásdi 1997) és Róka-hegy konglomerátum kőfejtő barlangja neveken is.

## Kutatástörténet
Kőbányászat következtében tárult fel a barlang. Az 1973-ban napvilágot látott Budapest lexikonban meg van említve, hogy a Róka-hegy tetején és oldalain működő vagy félbehagyott kőfejtők mélyedéseiből két kis (hévizes eredetű) akna, illetve néhány kis mesterséges üreg nyílik. Az 1984-ben kiadott, Magyarország barlangjai című könyv országos barlanglistájában nem szerepel a barlang neve. A barlangot 1997. március 22-én Sásdi László és Babay Rita mérték fel, majd Sásdi László a felmérés alapján megszerkesztette a Konglomerátum kőfejtő-barlangja (Róka-hegy, Ibolya utcai kőfejtő) alaprajz térképét és hosszmetszet térképét. A két térképen 1:100 méretarányban van bemutatva a barlang. Az alaprajz térképen látható a hosszmetszet elhelyezkedése a barlangban.